# سيدي المخفي (تاونات)
سيدي المخفي هي قرية مغربية شمال المملكة. تنتمي سيدي المخفي لإقليم تاونات الجبلي. تضم هذه القرية 8.297 نسمة (إحصاء 2004).